# Ferdinand Klemenčič
Ferdinand Klemenčič, slovenski gradbeni inženir, * 31. maj 1841, Vrhnika, † 1. november 1915, Gradec.

## Življenjepis
Klemenčič je leta 1864 diplomiral na dunajski tehniški univerzi in nato služboval pri raznih gradbenih podjetjih in državnih ustanovah, večinoma pri železnici v Ljubljani kot višji inšpektor in višji gradbeni svetnik.

## Delo
Klemenčič je skupaj s F. Šukljetom dokazoval gospodarsko upravičenost gradnje železnic na Dolenjskem in jih tudi trasiral. Od načrtovanih je neposredno vodil gradnjo proge Ljubljana-Grosuplje-Kočevje (1893) in Grosuplje-Novo mesto-Straža (1894). Po njegovih načrtih, ki jih je napravil v sodelovanju s M. Klodičem sta bili kasneje zgrajeni še progi Trebnje-Šentjanž (1908) in Novo mesto-Metlika (1914), medem ko je variantna povezava Slovenije z jadranskim morjem od Trebnjega prek Kočevja in Delnic oziroma od Črnomlja prek Vinice in Vrbovskega (Hrvaška) ostala neuresničena.